# Matthias Gallas
Pour les articles homonymes, voir Gallas.
Matthias Gallas, comte de Campo et duc de Lucera (né à Trente le 16 septembre 1584 et mort à Vienne le 25 avril 1647), fut un général de l'armée impériale pendant la guerre de Trente Ans.

## Biographie
Né d'une ancienne et riche famille du Trentin, il entra tôt dans le métier des armes et guerroya en Italie contre l'Espagne. Il passa ensuite au service de la ligue catholique dont l'armée était commandée par Tilly. Gallas, alors colonel d'un régiment d'infanterie, se distingua dans les combats et, tout particulièrement, lors de la bataille de Stadtlohn (en 1623) et contre l'armée danoise. En 1630, il combattit en Italie comme officier supérieur sous le commandement de Collälto et fut d'une grande efficacité lors de la prise de Mantoue, à laquelle il participa aux côtés de son grand ami, Johann von Aldringen.
Ceci lui valut d'être nommé comte de l'Empire et il retourna alors en Allemagne pour les opérations militaires contre l'armée de Gustave-Adolphe. Embauché par Wallenstein qui allait bientôt lui accorder toute confiance et dont il devint très proche, il était à la tête d'un corps d'armée chargé de défendre la Bohême contre les Suédois en 1631 et 1632. Il combattit à Alte Veste près de Nuremberg ainsi qu'à Lützen. D'autres services signalés, au bénéfice de l'Empire, contre Bernard de Saxe-Weimar firent remarquer Gallas par l'Empereur Ferdinand II lui-même. Celui-ci le nomma lieutenant-général dans sa propre armée.
Gallas fut un des chefs conjurés contre Wallenstein. Bénéficiant de la confiance de ce dernier ainsi que de celle de l'Empereur, il put collaborer efficacement à l'élimination de son ancien chef. Après l'assassinat de ce dernier, commandité par Ferdinand II, Gallas fut richement récompensé et nommé à la tête de l'armée que Wallenstein avait recrutée et commandée. À la grande bataille de Nördlingen, le 23 août 1634, il se couvrit de gloire en détruisant l'armée suédoise en compagnie du futur Ferdinand III et du cousin de celui-ci, le cardinal-infant Ferdinand.
Le 17 juillet 1635 Gallas essaya en vain de conquérir la ville protestante et palatine de Deux-Ponts. Elle était défendue par Reinhold de Rosen. Une nouvelle attaque réussit la même année en octobre. Cette fois la ville était défendue par des troupes françaises, mais, contre l'assurance d'une retraite libre, la ville fut livrée au pillage par les troupes impériales catholiques.
Son engagement suivant fut en Lorraine. Cependant la vallée de la Moselle avait subi de tels dommages de guerre que son armée ne put y trouver de ravitaillement en suffisance. En septembre il obtient la reddition de la ville de Mirebeau, après qu'elle lui a résisté trois jours. En octobre 1636, le siège de Saint-Jean-de-Losne, en Bourgogne, échoue. Gallas se rattrape en pillant et détruisant, au cours du même automne, de nombreuses localités de la vallée de la Saône, dont Arc-sur-Tille et son château ainsi que le château et le village des Maillys.
La situation était peut-être encore pire en Allemagne du Nord où Gallas dut combattre le général suédois Banér en 1637 et 1638. Au tout début de cette campagne il poursuivit les Suédois, mais il commit ensuite de telles erreurs qu'il fut relevé de son commandement et en subit maintes moqueries.
En fait, en ce qui concerne la désastreuse retraite du nord de l'Allemagne, ce qui était en cause était plus l'indiscipline de ses troupes (héritée des méthodes de leur ancien chef, Wallenstein) que sa propre responsabilité. Il fut donc par la suite rappelé à un moment crucial pour arrêter l'avancée victorieuse du général suédois Torstenson. Il fut pris au piège dans Magdebourg dont il put s'enfuir avec le reste de ses forces. Il fut une fois de plus relevé de son commandement, puis à nouveau rappelé pour affronter les Suédois en 1645 après leur victoire de Jankau. Bientôt, vieilli et usé par la vie militaire, il se retira et mourut en 1647 à Vienne.
Comme tant d'autres généraux de cette période, Gallas put acquérir une fortune considérable et des domaines très étendus. En ce qui le concerne, il avait principalement recueilli des terres ayant appartenu à Wallenstein. Il fut le fondateur d'une famille de la noblesse autrichienne, les Clam-Gallas, qui devait fournir à ce pays une longue lignée de militaires valeureux.

## Une renommée effroyable
Son armée avait justement mérité d'être considérée comme la bande la plus cruelle et la plus rapace de toute la guerre de Trente Ans, qui n'en manquait pourtant pas : Gallas et ses officiers, Isolany, « chef général des Croates, homme d'une taille gigantesque et d'une valeur éprouvée », le major Lamboy, « sergent de bataille des armées de l'empereur » et Forkatz, lieutenant-général des Croates, ont longtemps laissé un souvenir épouvantable en Bourgogne et en Lorraine, à cause de leur méchanceté proverbiale.
Une rue du faubourg Gallas existe dans la commune d'Arceau.